# アブハジア自治共和国
アブハジア自治共和国（アブハジアじちきょうわこく、グルジア語: აფხაზეთის ავტონომიური რესპუბლიკა）は、ジョージア国内の自治共和国。ジョージアの最西端に位置し黒海の北岸に面する。この地域は1990年代初頭から“アブハジア共和国”として事実上の独立状態にある。

## 歴史

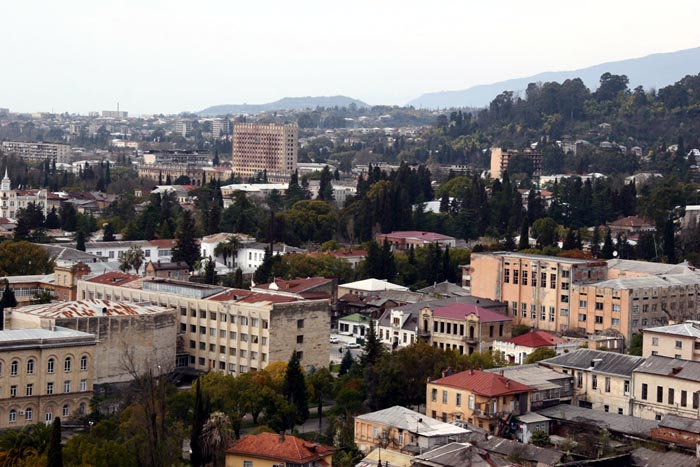
アブハジア自治共和国の法令上の首都であるスフミ

1992年に発生したアブハジア戦争の最中、アブハジア自治共和国政府は「アブハジア閣僚会議」と呼ばれていた。1993年9月、アブハジア分離主義勢力はジョージア政府軍と激しい戦闘を行い、アブハジア分離主義勢力が首都スフミを制圧した（スフミ陥落）。当時のアブハジア自治共和国政府議長ジウリ・シャルタヴァら親ジョージアの政府高官・職員は無裁判で処刑された。アブハジア自治共和国の閣僚会議はアブハジアを離れ、ジョージアの首都トビリシに政府機能を移転した。以後13年間、閣僚会議はアブハジア亡命政府として活動した。この間タマズ・ナダレイシヴィリ率いるアブハジア亡命政府はアブハジア問題に対する強硬姿勢を掲げ、アブハジアの分離独立運動に対してジョージアは軍事的対応でしか紛争を解決できないという意見を頻繁に述べた。その後ナダレイシヴィリ政権はいくつかの内部問題に巻き込まれ、アブハジアの政治に積極的に参加することがなくなった。
アブハジア戦争後、ジョージアはアブハジアの最終的な位置づけを、ジョージアの国家の枠組み内で解決するため、アブハジア自治共和国政府とアブハジアの事実上の当局である“アブハジア共和国”の政府、ジョージア政府、加えてロシアと国連を利害関係者とする五者協議を提案した。“アブハジア共和国”側は、ジョージアが協議に参加するより以前に、武力による解決を試みないという保証を求めた。
2004年にジョージアのミヘイル・サアカシヴィリ大統領はイラクリ・アラサニアを新たな首相に任命した。後にアラサニアはアブハジアをめぐる和平交渉においてサアカシヴィリ大統領の特使も務めた。2006年7月、アブハジアのコドリ渓谷において地元民兵の指導者エムザル・クヴィツィアニがジョージア政府への対立を表明すると、ジョージア政府は警察を動員。ジョージアは反政府勢力を降伏に追い込み、7月末までにコドリ渓谷の大部分を支配した。サアカシヴィリ大統領は同地域の憲法秩序が回復したことを受け、トビリシに拠点を置いていたアブハジア亡命政府をコドリ渓谷（上アブハジア）に移転設置するとの決定を発表した。
この決定は、1993年以来初めて政府がアブハジアに、私たちのアブハジアの内側に入り、ジョージアの司法権と憲法秩序を行使することを意味します。これは非常に重要な事実であり、大きな基礎となる政治的出来事であります。
2008年のロシア・ジョージア戦争においてアブハジア分離主義勢力“アブハジア共和国”はオセット人と手を組み、ジョージアに対する第二戦線を開いた。コドリ渓谷の戦いではロシアの支援を受けた“アブハジア共和国”軍が、アブハジア自治共和国の勢力をアブハジア地域から押し出した。“アブハジア共和国”のセルゲイ・バガプシュ大統領は住民への演説において「コドリ渓谷上流地域はこのアブハジア国の管轄に戻った」と述べた。

## 政府
アブハジア亡命政府はアブハジア戦争とその後の民族浄化によって居住地を離れざるを得なくなった約25万人の国内避難民の問題について、一部の責任を担っている。

### 主要高官
| 役職           | 氏名                           | 就任   |
| -------------- | ------------------------------ | ------ |
| 首相           | レヴァン・ムガロブリシュヴィリ | 2024年 |
| 最高会議議長   | ジェマル・ガマハリア           | 2019年 |
| 最高会議副議長 | タマズ・フブア                 | 2019年 |
| 最高会議副議長 | ダヴィト・グヴァザビア         | 2019年 |

### 歴代首相
| 代             | 氏名                           | 就任日         | 退任日         |
| 閣僚評議会議長 | 閣僚評議会議長                 | 閣僚評議会議長 | 閣僚評議会議長 |
| -------------- | ------------------------------ | -------------- | -------------- |
| 1              | タマズ・ナダレイシヴィリ       | 1992年11月24日 | 1993年7月18日  |
| 2              | ジウリ・シャルタヴァ           | 1993年7月18日  | 1993年9月27日  |
| 3              | ズラブ・エルクヴァニア         | 1993年10月18日 | 2004年3月16日  |
| 4              | ロンデル・ツァアヴァ           | 2004年3月16日  | 2004年9月30日  |
| 政府委員長     |                                |                |                |
| 5              | イラクリ・アラサニア           | 2004年9月30日  | 2006年4月24日  |
| 6              | マルハズ・アキシュバイア       | 2006年4月24日  | 2009年6月15日  |
| 7              | ギオルギ・バラミア             | 2009年6月15日  | 2013年4月8日   |
| 代行           | ヴァフタング・コルバイア       | 2013年4月8日   | 2019年5月1日   |
| 代行           | ルスラン・アバシゼ             | 2019年5月1日   | 2019年12月11日 |
| 8              | ルスラン・アバシゼ             | 2019年12月11日 | 2024年9月18日  |
| 9              | レヴァン・ムガロブリシュヴィリ | 2024年9月18日  | （現職）       |

## 下位行政区画

### 自治市
- スフミ市
- トゥクヴァルチェリ市

### 地区
- ガグラ地区（英語版）
- グダウタ地区
- スフミ地区
- グルリプシ地区
- オチャムチレ地区
- ガリ地区（英語版）